# 1 Life
Pour les articles homonymes, voir One Life.
Chansons représentant la Belgique au Concours Eurovision de la chanson
Sanomi
(2003) Le Grand Soir
(2005)
Singles de Xandee
Ay que calor
(2004)
1 Life (« Une vie ») est une chanson de Xandee, parue sur l'album éponyme et sortie en single en 2004. 
C'est la chanson représentant la Belgique au Concours Eurovision de la chanson 2004.

## À l'Eurovision

### Sélection
La chanson 1 Life interprétée par Xandee est sélectionnée le 15 février 2004 par le radiodiffuseur flamand VRT, en remportant la finale de l'émission Eurosong '04, pour représenter la Belgique au Concours Eurovision de la chanson 2004 le 15 mai à Istanbul, en Turquie.

### À Istanbul
Elle est intégralement interprétée en anglais, et non pas dans une des langues nationales de la Belgique, comme le permet la règle depuis 1999.
La Belgique ayant terminé dans le top 10 du concours précédent, 1 Life participe directement à la finale de l'Eurovision 2004.
1 Life est la treizième chanson interprétée lors de la finale, suivant In the Disco (en) de Deen pour la Bosnie-Herzégovine et précédant Believe Me (en) de Yulia Savicheva pour la Russie.
À la fin du vote, 1 Life obtient 7 points et se classe 22e sur 24 chansons,.

## Liste des titres
| 1. | 1 Life (Radio)                  | Dirk Paelinck, Marc Paelinck                           | 2:57 |
| 2. | 1 Life (Da Flip Extended Remix) | Dirk Paelinck, Marc Paelinck, Flip Vanderputte (remix) | 6:10 |

## Accueil commercial
En Belgique flamande, 1 Life s'est classé pendant 19 semaines dans l'Ultratop 50 Singles, de février à juin 2004. Le single entre directement à la 1re position lors de la semaine du 28 février 2004, et reste ensuite numéro un pendant six semaines. Le single est également numéro un au classement de fin d'année 2004.
En Région wallonne, le single s'est également classé mais a eu moins de succès, n'atteignant pas l'Ultratop 40 mais la 11e position du classement Ultratip.
Le 20 mars 2004, 1 Life a été certifié disque d'or par l'IFPI Belgique.

## Classements et certifications

### Classements
| Classement (2004)                      | Meilleure position |
| -------------------------------------- | ------------------ |
| Belgique (Flandre Ultratop 50 Singles) | 1                  |
| Belgique (Wallonie Ultratip 50)        | 11                 |

| Classement (2004)           | Position |
| --------------------------- | -------- |
| Belgique (Flandre Ultratop) | 1        |

### Certification
| Pays                     | Certification | Date         | Seuil  |
| ------------------------ | ------------- | ------------ | ------ |
| Belgique (IFPI Belgique) | Or            | 20 mars 2004 | 10 000 |

## Historique de sortie
| Pays      | Date         | Format    | Label                      |
| --------- | ------------ | --------- | -------------------------- |
| Belgique, | février 2004 | CD single | ARS Productions, Universal |